# Tavşanlı
Tavşanlı est une ville et un district de la province de Kütahya dans la région égéenne en Turquie.